# غادجي
غادجي (بالإيطالية: Gaggi)‏ هي بلدية في مقاطعة ميسينا في صقلية الإيطالية.

## السكان
في سنة 1861 بلغ عدد السكان 545 نسمة، وتطور العدد ليصل في سنة 2011 لـ 3٬138 نسمة.
يظهر هذا المخطط البياني تطور النمو السكاني لـ غادجي